# Марченко, Митрофан Константинович
Митрофа́н Константи́нович Марченко (3 сентября 1866 — 7 июля 1932) — русский военный агент в Австро-Венгрии (1905—1910), начальник Николаевского кавалерийского училища.

## Биография
Православный. Из дворян.
В 1887 году окончил Императорское училище правоведения. В следующем году выдержал офицерский экзамен при 2-м военном Константиновском училище, был произведён в корнеты и определён в лейб-гвардии Конный полк.
Чины: поручик (1892), штабс-ротмистр гвардии с переименованием в капитаны ГШ (1896), подполковник (1901), полковник (за отличие, 1905), генерал-майор (за отличие, 1912).
В 1896 году окончил Николаевскую академию Генерального штаба по 1-му разряду. По окончании академии состоял старшим адъютантом штаба 1-й гвардейской кавалерийской дивизии (1897—1900) и Гвардейского корпуса (1900—1901). В 1901—1905 годах был заведывающим передвижениями войск по железнодорожным и водным путям Петербургско-Московского района. С 24 июня 1905 по 2 сентября 1910 года был военным агентом в Австро-Венгрии.
Вернувшись в Россию, был командиром 19-го драгунского Архангелогородского полка (1910—1912). 26 октября 1912 года был назначен начальником Николаевского кавалерийского училища, каковую должность занимал до 1917 года. 20 марта 1917 был уволен от службы по домашним обстоятельствам.
В 1919 году эмигрировал во Францию. Публиковал статьи по экономическим вопросам в газетах и журналах «Economiste français», «Correspondant» и «Revue hebdomadaire». Организовал издание «Economiste Européen», посвящённое экономике Швеции, Румынии и Польши. Кроме того, издал на французском книги: «III Интернационал против христианства», «Путешествие в Персию во время революции в России» (1920), «Австро-венгерская катастрофа» (1920), «Мировая революция» (1927). Собирал книги по военной истории, его библиотека составляла около 3 тысяч томов.
Масон, посвящён в 1920 году в «Англо-саксонской» ложе находившейся под юрисдикцией Великой ложи Франции. В 1922—1925 годах член парижской ложи «Астрея» № 500 (ВЛФ). Входил также в масонские организации дополнительных степеней.
Умер в 1932 году в Париже. Похоронен на кладбище Сент-Женевьев-де-Буа.

## Семья
Жена Вера Михайловна, урождённая Прутченко (1868—1939), общественная деятельница эмиграции.

## Награды
- Орден Святого Станислава 3-й ст. (1897);
- Орден Святой Анны 3-й ст. (1900);
- Орден Святого Станислава 2-й ст. (1903);
- Орден Святой Анны 2-й ст. (1908);
- Орден Святого Владимира 4-й ст. (26.02.1910);
- Орден Святого Станислава 1-й ст. (ВП 22.03.1915).

## Сочинения
- Краткий очерк истории Лейб-гвардии Конного полка: для нижних чинов полка. — СПб., 1891.
- Петр Великий: духовный элемент в военной и политической деятельности государя. — СПб., 1897.
- Россия и Турция в XIX столетии: обстановка 4-х последних войн. — СПб., 1898.
- Петр Великий: мысли государя о создании военного порта на Балтийском берегу. — СПб., 1899.
- Александр Васильевич Суворов в своих рукописях. — СПб., 1900.
- Мазепа, его бумаги и письма. — СПб., 1909.